# لئوناردو آبلندا
لئوناردو آبلندا (انگلیسی: Leonardo Abelenda؛ زادهٔ ۱۰ فوریهٔ ۱۹۸۶) بازیکن فوتبال اهل اروگوئه است.
از باشگاه‌هایی که در آن بازی کرده‌است می‌توان به باشگاه فوتبال دانوبیو اشاره کرد.